# 伏尔加-里海镇
伏尔加-里海镇（羅馬化：Volgo-Kaspiyskiy），又译伏尔加-卡斯皮斯基，是俄罗斯阿斯特拉罕州的市级镇，属卡梅贾克区，位于伏尔加河的分流巴赫捷米尔河和旧伏尔加河间，在区行政中心卡梅贾克西北方。
该地2021年有人口2,219人；2010年人口2,581；2002年人口2,674；1989年人口3,088。